# Rachel Garcia
Rachel Lauren Garcia (Lancaster, 30 de março de 1997) é uma jogadora de softbol estadunidense, que joga na posição de arremessadora (pitcher).

## Carreira
Garcia compôs o elenco da Seleção dos Estados Unidos de Softbol Feminino nos Jogos Olímpicos de Verão de 2020 em Tóquio, onde conquistou a medalha de prata após confronto contra a equipe japonesa na final da competição.